# Ibrahim Bezghoudi
Ibrahim Bezghoudi est un footballeur international marocain né le 7 juillet 1983 à Berkane au Maroc. Il évolue à l'IR Tanger.